# Seventh Heaven
Seventh Heaven és una pel·lícula estatunidenca de Henry King estrenada el 1937.
És un remake parlat del clàssic mut de Frank Borzage. En aquesta versió Simone Simon i James Stewart reprenen els papers de Janet Gaynor i Charles Farrell. Ambdues versions són tretes de l'obra Seventh Heaven d'Austin Strong.

## Argument
Un escura-xemeneies s'enamora d'una orfe, que va créixer als carrers de París. La Primera Guerra Mundial de 1914 a 1918 els separa i ell tornarà del front cec. La nena estarà al seu costat amb amor.

## Producció
Tyrone Power originalment va ser seleccionat per fer el paper de Chico, però estava en el repartiment de Love Is News i va ser reemplaçat a causa de conflictes de planificació Don Ameche es va retirar del paper del Pare Chevillon pel mateix motiu. John Carradine el va reemplaçar breument, fins que Jean Hersholt va ser contractada.

## Repartiment
- Simone Simon: Diane
- James Stewart: Chico
- Jean Hersholt: Pare Chevillon
- Gregory Ratoff: Boul
- Gale Sondergaard: Nana, la germana de Diane
- J. Edward Bromberg: Aristide l'astròleg
- John Qualen: el que treballa a les clavegueres
- Victor Kilian: Gobin
- Thomas Beck: Brissac
- Sig Ruman: Durand
- Mady Christians: Marie
- Rollo Lloyd: Mateot (als crèdits, Matoot)
- Rafaela Ottiano: Madame Frisson
- Georges Renavent: Sergent
- Edward Keane: el gendarme

I, entre els actors que no surten als crèdits:
- Frank Puglia: un empleat de correus
- Henry Armetta: paper indeterminat